# Leveroyse Beek
De Leveroyse Beek is een watergang in de omgeving van Leveroy in de Nederlandse provincie Limburg. De grotendeels gegraven beek heeft een lengte van circa vijf kilometer.
De Leveroyse Beek ontstaat vlak ten westen van de kern Leveroy uit verschillende afwateringskanaaltjes en loopt in oostelijke richting, noordelijk langs het dorp, langs de Leveroyse Bergen en door een aantal moerasgebiedjes. Ter hoogte van de buurtschap Aan het Broek (gemeente Leudal) vloeide ze oorspronkelijk samen met de Bevelandse Beek. In de 20e eeuw is de beek via een gegraven aftakking noordelijk omgelegd om de afwatering van het gebied te verbeteren en de Bevelandse Beek te ontlasten. Door deze omlegging mondt ze nu uit in de Roggelse Beek bij Strubben, ten noorden van Roggel.
Het water van de beek werd vroeger gebruikt om de grachten van de Leveroyschans en de Grote Schans te voeden.